# Glenea ochreobivittata
Glenea ochreobivittata är en skalbaggsart som beskrevs av Stefan von Breuning 1966. Glenea ochreobivittata ingår i släktet Glenea och familjen långhorningar.
Artens utbredningsområde är Filippinerna. Inga underarter finns listade i Catalogue of Life.